# Alexandrovici
Alexandrovici se poate referi la:
- Ducele Petru Alexandrovici de Oldenburg
- Marele Duce Alexei Alexandrovici al Rusiei
- Marele Duce George Alexandrovici al Rusiei
- Marele Duce Mihail Alexandrovici al Rusiei
- Marele Duce Paul Alexandrovici al Rusiei
- Marele Duce Serghei Alexandrovici al Rusiei
- Marele Duce Vladimir Alexandrovici al Rusiei
- Prințul Andrei Alexandrovici al Rusiei
- Prințul Dmitri Alexandrovici al Rusiei
- Prințul Feodor Alexandrovici al Rusiei
- Prințul Nikita Alexandrovici al Rusiei
- Prințul Rostislav Alexandrovici al Rusiei
- Prințul Vasili Alexandrovici al Rusiei
- Țareviciul Nicolae Alexandrovici al Rusiei